# Trofeo Alfredo Binda-Comune di Cittiglio 2019
De 44e editie van de Italiaanse wielerwedstrijd Trofeo Alfredo Binda-Comune di Cittiglio werd gehouden op zondag 24 maart 2019. De start lag in Taino en de aankomst in Cittiglio, ten oosten van het Lago Maggiore in Lombardije. Het was de derde wedstrijd van de UCI Women's World Tour 2019. De Poolse Katarzyna Niewiadoma van Canyon-SRAM was titelverdedigster. Deze editie werd gewonnen door Marianne Vos; zij komt hiermee op gelijke hoogte met Maria Canins met in totaal vier zeges.

## Deelnemende ploegen
| UCI-teams           | UCI-teams                                 | UCI-teams               |
| ------------------- | ----------------------------------------- | ----------------------- |
| Alé Cipollini       | CCC-Liv                                   | Team Sunweb             |
| Aromitalia Vaiano   | Eurotarget-Bianchi-Vitasana               | Team Tibco              |
| Astana Women's Team | FDJ Nouvelle-Aquitaine Futuroscope        | Team Virtu              |
| BePink              | Mitchelton-Scott                          | Top Girls Fassa Bortolo |
| Bigla               | Movistar Team                             | Trek-Segafredo          |
| Boels Dolmans       | Parkhotel Valkenburg                      | Valcar-Cylance          |
| BTC City Ljubljana  | Servetto - Stradalli Cycle - Alurecycling | WNT-Rotor               |
| Canyon-SRAM         |                                           |                         |

## Uitslag
| Plaats  | Naam                   | Ploeg                              | Tijd     |
| ------- | ---------------------- | ---------------------------------- | -------- |
| Winnaar | Marianne Vos           | CCC-Liv                            | 3u27'03" |
| 2       | Amanda Spratt          | Mitchelton-Scott                   | z.t.     |
| 3       | Cecilie Uttrup Ludwig  | Bigla                              | z.t.     |
| 4       | Anastasia Chursina     | BTC City Ljubljana                 | z.t.     |
| 5       | Elena Cecchini         | Canyon-SRAM                        | + 1"     |
| 6       | Katarzyna Niewiadoma   | Canyon-SRAM                        | z.t.     |
| 7       | Emilia Fahlin          | FDJ Nouvelle-Aquitaine Futuroscope | z.t.     |
| 8       | Coryn Rivera           | Team Sunweb                        | z.t.     |
| 9       | Soraya Paladin         | Alé Cipollini                      | z.t.     |
| 10      | Erica Magnaldi         | WNT-Rotor                          | z.t.     |
| 11      | Chantal Blaak          | Boels Dolmans                      | z.t.     |
| 12      | Ashleigh Moolman-Pasio | CCC-Liv                            | + 2"     |
| 13      | Marta Cavalli          | Valcar-Cylance                     | z.t.     |
| 14      | Alison Jackson         | Team Tibco                         | + 3"     |
| 15      | Małgorzata Jasińska    | Movistar Team                      | z.t.     |
| 16      | Rasa Leleivytė         | Aromitalia Vaiano                  | z.t.     |
| 17      | Demi Vollering         | Parkhotel Valkenburg               | + 5"     |
| 18      | Ane Santesteban        | WNT-Rotor                          | z.t.     |
| 19      | Hanna Nilsson          | BTC City Ljubljana                 | + 6"     |
| 20      | Tatiana Guderzo        | BePink                             | z.t.     |

1974 · 1975 · 1976 · 1977 · 1978 · 1979 · 1980 · 1981 · 1982 · 1983 · 1984 · 1985 · 1986 · 1987 · 1988 · 1989 · 1990 · 1991 · 1992 · 1993 · 1994 · 1995 · 1996 · 1997 · 1998 · 1999 · 2000 · 2001 · 2002 · 2003 · 2004 · 2005 · 2006 · 2007 · 2008 · 2009 · 2010 · 2011 · 2012 · 2013 · 2014 · 2015 · 2016 · 2017 · 2018 · 2019 · 2020 · 2021 · 2022 · 2023 · 2024 · 2025
 Strade Bianche ·
 Ronde van Drenthe ·
 Trofeo Alfredo Binda-Comune di Cittiglio ·
 Driedaagse Brugge-De Panne ·
 Gent-Wevelgem ·
 Ronde van Vlaanderen ·
 Amstel Gold Race ·
 Waalse Pijl ·
 Luik-Bastenaken-Luik ·
 Ronde van Chongming ·
 Ronde van Californië ·
 Emakumeen Bira ·
 The Women's Tour ·
 Ronde van Italië voor vrouwen ·
 La Course by Le Tour de France ·
 RideLondon Classic ·
 Open de Suède Vårgårda ·
 Ronde van Noorwegen ·
 Bretagne Classic ·
 Boels Rental Ladies Tour ·
 La Madrid Challenge by La Vuelta ·
 Ronde van Guangxi